# Madison Avenue
Madison Avenue és una avinguda del borough de Manhattan, a la ciutat de New York. De direcció única, s'estén de sud a nord de Madison Square, a l'altura del carrer 23 fins a Madison Avenue Bridge al carrer 138. Travessa els barris del Midtown, l'Upper East Side, del Spanish Harlem i Harlem.

## Història
L'avinguda pren el seu nom del Madison Square, que prenia el seu nom de James Madison, el quart president dels Estats Units d'Amèrica. Originalment Madison Avenue no formava part del Commissioners' Plan de 1811, i va ser traçada el 1836 després dels esforços de Samuel B. Ruggles que va desenvolupar Gramercy Park el 1831 i Union Square.
Als Estats Units, el terme "Madison Avenue" és sovint emprat metonímicament per a la publicitat, i l'avinguda és identificada amb la indústria de la publicitat després del creixement explosiu d'aquest sector en els anys 1920.

## Llocs d'interès
- La Pierpont Morgan Library al 225, a l'altura del carrer 36 a Murray Hill.